# Attitude (April Wine)
Attitude è il tredicesimo album in studio del gruppo rock canadese April Wine, pubblicato nel 1993.

## Tracce
Tutte le tracce sono di Myles Goodwyn eccetto dove indicato.
1. Givin It, Takin It – 4:10
2. Good from Far, Far from Good – 3:38
3. If You Believe in Me (S. Gray, T. Kennedy) – 4:17
4. That's Love – 3:55
5. It Hurts – 3:56
6. Hour of Need – 2:41
7. Here's Looking at You Kid – 4:07
8. Better Slow Down (S. Segal, M. Goodwyn) – 4:21
9. Strange Kind of Love – 4:03
10. Can't Take Another Nite (B. Greenway, J. Nystrom) – 4:05
11. Luv Your Stuff – 3:05
12. Emotional Dreams – 4:11
13. Voice in My Heart (S. Gray, T. Kennedy) – 4:02
14. Girl in My Dreams – 4:18